# Jakob Escher-Bürkli
Jakob Escher-Bürkli (geboren als Jakob Escher; * 3. Oktober 1864 in Zürich; † 24. Dezember 1939 ebenda) war ein Schweizer Klassischer Philologe, Bibliothekar und Topograph.

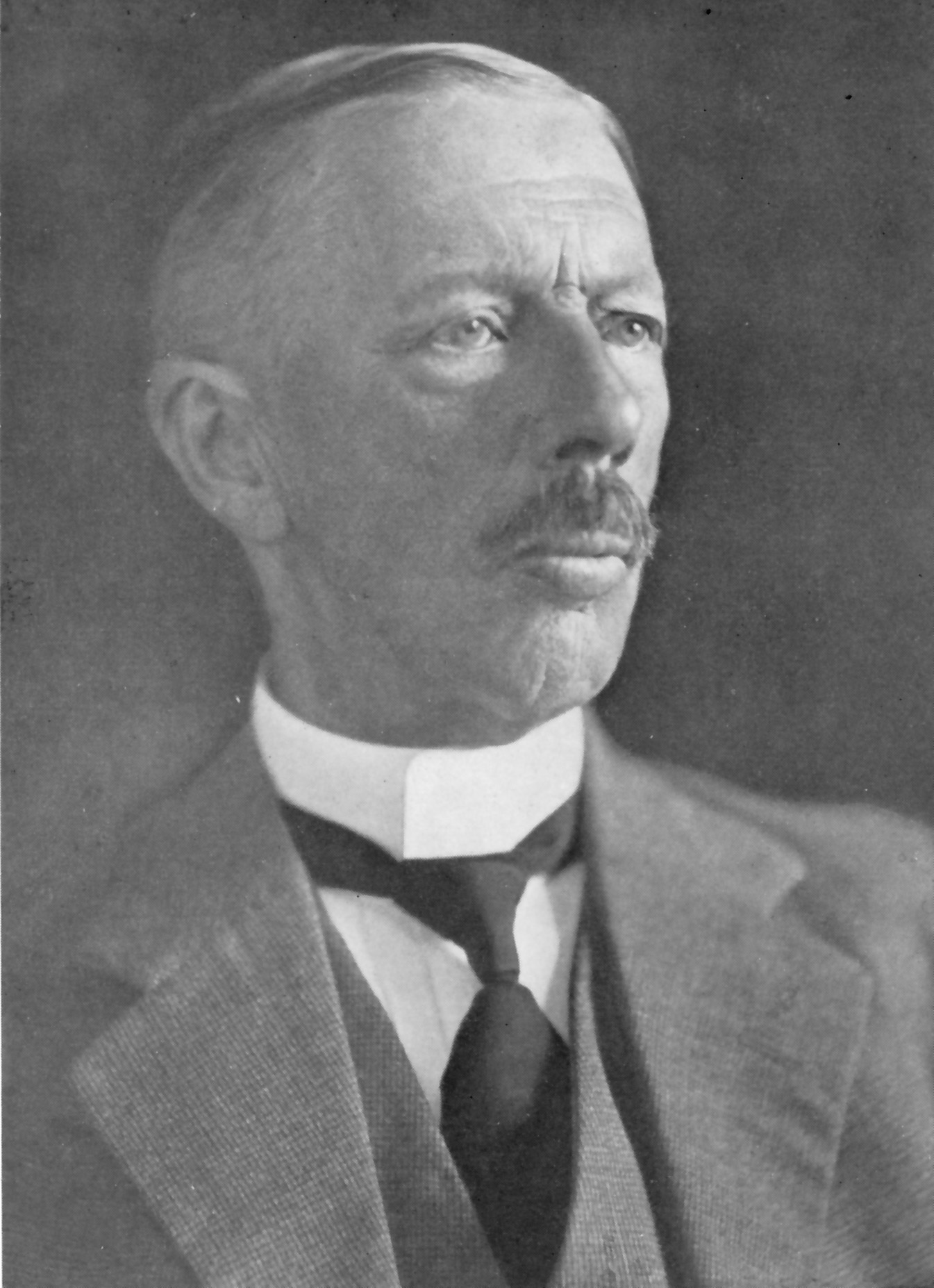
Jakob Escher-Bürkli

## Leben
Jakob Escher wurde als jüngstes von sechs Kindern geboren; er gehörte der einflussreichen Zürcher Familie Escher vom Glas an. Sein Vater war der Zürcher Fabrikant Hans Jakob Escher-Escher (1819–1886), seine Mutter Johanna Louise Escher (1832–1903) aus dem Familienzweig Escher-Gossweiler. Nach dem Besuch des Gymnasiums von 1877 bis 1883 studierte Escher ab Herbst 1883 an der Universität Genf, ab Herbst 1884 an der Universität Zürich Klassische Philologie, Archäologie und Alte Geschichte. Nach vier Semestern in Göttingen (1887–1889), wo er Hermann Sauppe, Ulrich von Wilamowitz-Moellendorff und Karl Dilthey hörte und dem Philologisch-Historischen Verein Göttingen im Naumburger Kartellverband beitrat, schloss er sein Studium 1890 in Zürich mit der Promotion ab. Seine Dissertation, die auf eine Anregung von Karl Dilthey zurückging, wurde von Hermann Hitzig und Hugo Blümner betreut und trug den Titel Triton und seine Bekämpfung durch Herakles. Es schloss sich von Herbst 1890 bis Sommer 1891 eine Studienreise nach Griechenland und Kleinasien an.
Im Winter 1892/93 arbeitete Escher kurze Zeit in Glarus als Lehrer, bevor er 1894 an das Freie Gymnasium Zürich berufen wurde. Hier unterrichtete er die Alten Sprachen. 1893 heiratete er Berta Bürkli, die Tochter des Stadtingenieurs Arnold Bürkli-Ziegler. 1903 verliess Jakob Escher-Bürkli die Schullaufbahn und ging als zweiter Bibliothekar an die Stadtbibliothek Zürich. Hier war er mit Katalogisierung und Buchführung betraut. Obwohl er neben dem Bibliotheksamt von 1907 bis 1928 als Präsident der Kreisschulpflege 1 wirkte, konnte er in seiner Freizeit an einem chronologisch geordneten Zettelkatalog der Zürcher Drucke arbeiten. Mit der Zeit wurde ihm die Belastung allerdings zu viel, so dass er im September 1909 aus der Bibliothek ausschied. 1910 wurde Escher-Bürkli zum Präsidenten der Zentralkirchenpflege ernannt; gleichzeitig war er Mitglied und Vizepräsident der kantonalen Kirchensynode. Im Jahr 1929 trat der 65-Jährige schliesslich von allen Ämtern zurück und nahm seinen Altersruhesitz in der Hinterbergstrasse in Zürich-Fluntern, blieb aber Mitglied verschiedener akademischer Kreise. So präsidierte er nach dem Rücktritt Gerold Meyer von Knonaus 1923 bis zu seinem Tode die Antiquarische Gesellschaft in Zürich, und von 1921 bis ebenfalls 1939 war er Mitglied des Leitenden Ausschusses des Schweizerischen Idiotikons. Nach dem Tode seiner Frau 1936 verfiel seine Gesundheit zusehends. Escher-Bürkli zog sich immer mehr zurück und verstarb schliesslich am Heiligabend 1939 im 76. Lebensjahr.
Auf wissenschaftlichem Gebiet trat Jakob Escher-Bürkli kaum durch grössere Werke hervor. Er veröffentlichte jedoch zahlreiche topografische, archäologische und philologische Abhandlungen und Vorträge in den Organen verschiedener wissenschaftlicher Gesellschaften, so über die Wiesen und Matten in der Schweiz (1937). Für die ersten sechs Bände (1893–1909) der Neuauflage von Paulys Realencyclopädie der classischen Altertumswissenschaft (RE) verfasste er über 400 Artikel zu verschiedenen Figuren der griechisch-römischen Mythologie.